# لم أب غل أسبيد (مارغون)
لم أب غل أسبید (بالفارسية: لم‌آب گل اسپید) هي قرية تقع في إيران في قسم مارغون الريفي. يقدر عدد سكانها بـ 47 نسمة .